# John McNamara (biologiste)
Pour les articles homonymes, voir John McNamara (homonymie).
John M. McNamara, né le 13 décembre 1949 est un biologiste mathématicien anglais et professeur émérite de mathématiques et de biologie à l'École de mathématiques de l'Université de Bristol. Il est élu membre de la Royal Society en 2012 . En 2013, lui et Alasdair Houston reçoivent conjointement la médaille ASAB, et en 2014, il reçoit le Weldon Memorial Prize. En 2018, il reçoit le Sewall Wright Award de l'American Society of Naturalists .